# Нагаспаев, Ерсайын Каиргазиевич
Ерсайын Каиргазиевич Нагаспаев (каз. Ерсайын Қайырғазыұлы Нағаспаев; род. 28 июля 1980, Караганда, Казахская ССР) — казахстанский государственный деятель, министр промышленности и строительства Республики Казахстан (с 28 февраля 2025).

## Биография
Родился 28 июля 1980 года в городе Караганде.

### Образование
В 2001 году окончил Карагандинский государственный университет им. Е. Букетова по специальности «международные экономические отношения».

### Трудовая деятельность
Трудовую деятельность начал в аппарате акима города Темиртау.
В 2002—2003 гг. — атташе Комитета по инвестициям, атташе министерства иностранных дел Республики Казахстан.
В 2003—2006 гг. — атташе, третий секретарь Посольства Республики Казахстан в Российской Федерации.
В 2006—2007 гг. — начальник отдела, заместитель директора департамента транспортной политики и международного сотрудничества министерства транспорта и коммуникаций Республики Казахстан.
В 2007—2009 гг. — заместитель руководителя, руководитель аппарата РГП «Актауский международный морской торговый порт».
В 2009 году — заместитель директора департамента административной работы, государственной работы, государственных закупок министерства транспорта и коммуникаций Республики Казахстан.
С ноября по декабрь 2009 года — советник заместителя премьер-министра Республики Казахстан.
В 2009—2010 гг. — заместитель акима района имени Казыбек би города Караганды.
В 2010—2011 гг. — советник акима Карагандинской области.
В 2011—2013 гг. — аким города Шахтинска.
В 2013—2014 гг. — заместитель акима города Астаны.
В 2014—2016 гг. — председатель правления АО «СПК «Астана».
В 2016—2020 гг. — заместитель директора по стратегическому развитию ТОО «Новострой Астана».
В 2021—2022 гг. — управляющий директор по обеспечению АО «НК «ҚТЖ».
В 2022—2025 гг. — и. о. управляющего директора, управляющий директор по новым проектам АО «НК «ҚТЖ».
С 28 февраля 2025 года — министр промышленности и строительства Республики Казахстан.